# Sedek
Sedek est un canton situé dans l'arrondissement de Bogo, département du Diamaré et région de l’Extrême-Nord du Cameroun. Il compte environ 943508 habitants.

## Géographie et administration
Sedek est localisé à 17km de Bogo sur la route D5.

## Équipements
Le SEC[Quoi ?] de Sedek, établissement francophone, pourvoit à un enseignement de premier cycle.